# Saint Sébastien (Cima da Conegliano)
Pour les articles homonymes, voir Saint Sébastien (homonymie).
Saint Sébastien est un tableau réalisé par le peintre italien Cima da Conegliano vers 1503. Cette huile sur bois de peuplier est une peinture chrétienne qui représente Sébastien une flèche fichée dans sa cuisse droite alors qu'il se tient debout, presque entièrement nu, les mains dans le dos, devant un paysage montagneux comprenant le château Saint-Ange et un pont en arc. Achetée en 1890, l'œuvre est conservée au musée des Beaux-Arts de Strasbourg, à Strasbourg, en France. Ce musée d'art compte également dans ses collections un Saint Roch qui faisait autrefois partie du même retable polyptyque dans une église de Mestre, à Venise.

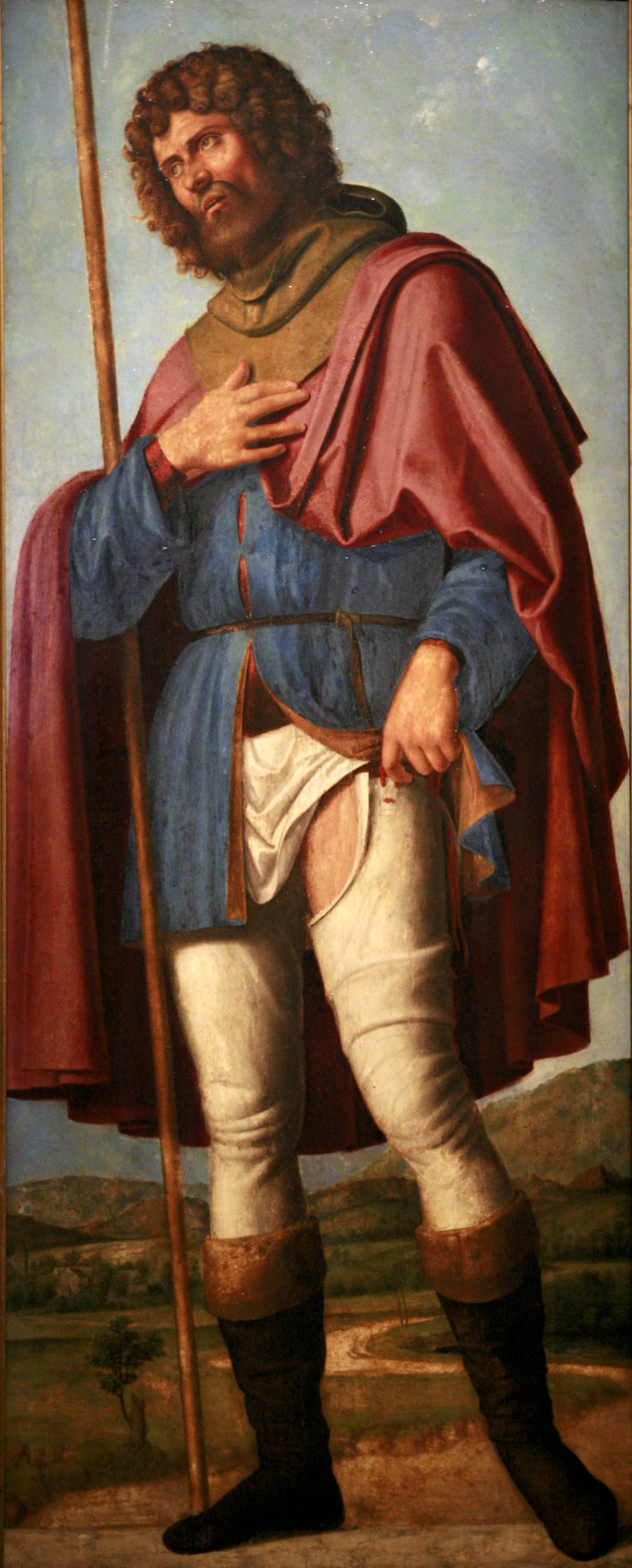
Saint Roch